# Edna Purviance
Edna Purviance est une actrice américaine du cinéma muet, née le 21 octobre 1895 à Paradise Valley dans le Nevada et morte le 13 janvier 1958 à Hollywood,. Elle est la partenaire de Charlie Chaplin, ayant joué dans nombre de ses films. En huit ans, elle est apparue dans plus de trente films avec Chaplin.

## Biographie
Olga Edna Purviance voit le jour la même année que le cinéma (1895) à Paradise Valley dans le Nevada ; elle est la fille de Louise et Madison Gates Purviance. À trois ans, elle emménage avec sa famille à Lovelock (Nevada), où ils deviennent propriétaires d'un hôtel. En 1902, ses parents divorcent (sa mère se remarie plus tard avec un plombier allemand). À l'adolescence, Edna développe un certain talent pour le piano. Elle quitte Lovelock en 1913 pour l'université d'économie de San Francisco.
En 1915, Charlie Chaplin travaille sur son second film pour les Essanay Studios à Fremont en Californie. Alors qu'il cherche une « leading lady », un second rôle féminin pour Charlot fait la noce, un de ses associés remarque Edna Purviance au Tate's Café à San Francisco. Chaplin la rencontre et lui offre le rôle, même s'il la trouve trop sérieuse pour un rôle comique.
La collaboration Chaplin-Purviance se poursuit pendant 35 films, y compris le premier long-métrage de Chaplin, The Kid. Sa dernière participation pour Chaplin sera également son premier rôle principal dans L'Opinion publique. Edna Purviance tourne ensuite dans le film inachevé A Woman of the Sea, réalisé par Josef von Sternberg et produit par Chaplin, et le film français Éducation de Prince (1926). Elle prend ensuite sa retraite d'actrice. Elle est créditée dans les deux derniers films hollywoodiens de Chaplin : Monsieur Verdoux et Les Feux de la Rampe.
Chaplin et Purviance nouent une brève relation sentimentale lors de la période des films Essanay et Mutual en 1916-1918. Cette idylle prend fin avec le mariage de Chaplin avec Mildred Harris. Malgré leur rupture, un profond lien affectif persistera entre les deux êtres le restant de leur vie, chacun évoquant l'autre avec émotion et le tenant en haute estime et Chaplin veillera à toujours la payer jusqu'à sa mort.
Edna Purviance a été mariée à John Squire, un pilote de la Pan American, de 1938 à la mort de celui-ci en 1945.
Elle meurt d'un cancer de la gorge le 13 janvier 1958.
Elle est enterrée au Grand View Memorial Park Cemetery à Glendale, en Californie.

## Dans la culture
En 1987, le film Au revoir les enfants de Louis Malle montre une scène durant laquelle L’Émigrant de Chaplin est projeté. Les enfants rient des gags de Charlot et s'émerveillent face à la beauté d'Edna Purviance (" Qu'elle est belle ! " s'exclame notamment l'un d'entre eux).
En 1992, Edna Purviance est incarnée par Penelope Ann Miller dans le biopic Chaplin de Richard Attenborough. Le film revient sur la rencontre de Chaplin et Purviance, et reconstitue le tournage de L’Émigrant : on y voit la comédienne fatiguée de devoir reproduire toujours les mêmes gestes lors de la scène du restaurant, et nauséeuse face à un plat de haricots qu'elle doit ingurgiter pour la énième fois. Elle se montre néanmoins conciliante avec le perfectionnisme de Charlie Chaplin. 
En 2010, son rôle est jouée par Katie Maguire dans le court-métrage Madcap Mabel qui évoque la carrière mouvementée de Mabel Normand. 
En 2016, Edna Purviance inspire le personnage de Tatiana Petrovna, joué par Gaite Jansen, dans la troisième saison de la série télévisée Peaky Blinders.

## Filmographie
Sauf indication, les films sont réalisés par Charlie Chaplin
- 1915 : Charlot fait la noce (A Night Out)
- 1915 : Charlot boxeur (The Champion)
- 1915 : Charlot dans le parc (In the Park)
- 1915 : Charlot veut se marier (A Jitney Elopement)
- 1915 : Le Vagabond (The Tramp)
- 1915 : Charlot à la plage (By the Sea)
- 1915 : Charlot apprenti (Work)
- 1915 : Mam'zelle Charlot (A Woman)
- 1915 : Charlot garçon de banque (The Bank)
- 1915 : Charlot marin (Shanghaied)
- 1915 : Charlot au music-hall (A Night in the Show)
- 1915 : Charlot joue Carmen (Burlesque on Carmen)
- 1916 : Charlot cambrioleur (Police)
- 1916 : Charlot chef de rayon (The Floorwalker)
- 1916 : Charlot pompier (The Fireman)
- 1916 : Charlot musicien (The Vagabond)
- 1916 : Charlot et le Comte (The Count)
- 1916 : Charlot usurier (ou L'Usurier, ou Charlot brocanteur) (The Pawnshop)
- 1916 : Charlot fait du ciné (Behind the Screen)
- 1916 : Charlot patine (The Rink)
- 1917 : Charlot policeman (Easy Street)
- 1917 : Charlot fait une cure (The Cure)
- 1917 : L'Émigrant (The Immigrant)
- 1917 : Charlot s'évade (The Adventurer)
- 1918 : Une vie de chien (A Dog's Life)
- 1918 : Les Avatars de Charlot (Triple Trouble) de Leo White
- 1918 : Charlot soldat (Shoulder Arms)
- 1918 : The Bond (film de propagande)
- 1919 : Une idylle aux champs (Sunnyside)
- 1919 : Une journée de plaisir (A Day's Pleasure)
- 1921 : Le Kid ou Le Gosse (The Kid)
- 1921 : Charlot et le Masque de fer (The Idle Class)
- 1922 : Jour de paye (Pay Day)
- 1923 : Le Pèlerin (The Pilgrim)
- 1923 : L'Opinion publique (A Woman of Paris)
- 1926 : Éducation de Prince de Henri Diamant-Berger
- 1926 : A Woman of the Sea (ou Sea Gulls) de Josef von Sternberg.
- 1947 : Monsieur Verdoux : caméo possible (non attesté)
- 1952 : Les Feux de la rampe (Limelight) : caméo possible (non attesté)

## Source
- (en) Cet article est partiellement ou en totalité issu de l’article de Wikipédia en anglais intitulé « Edna Purviance » (voir la liste des auteurs).